# Natur in Finnland

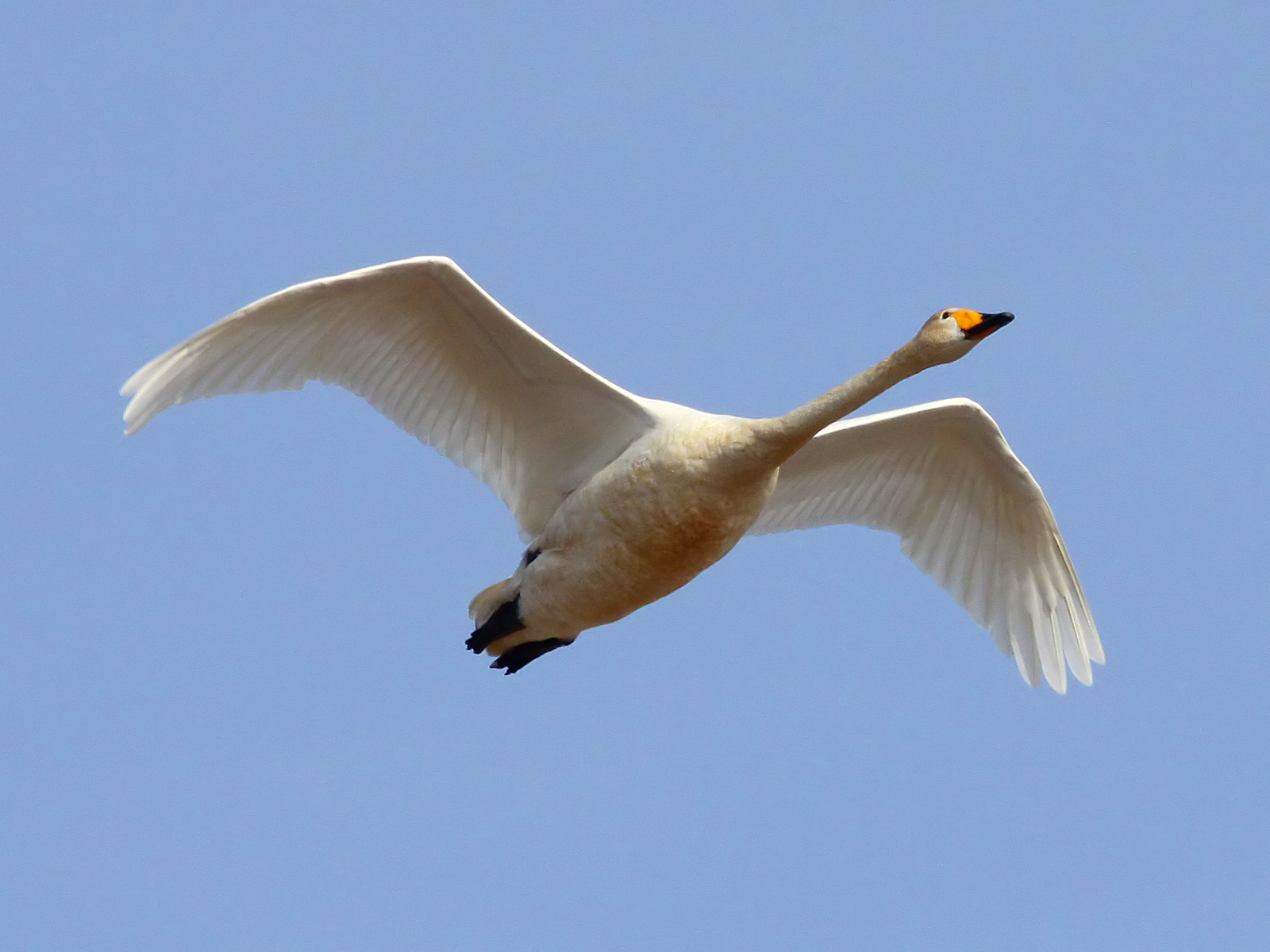
Singschwan

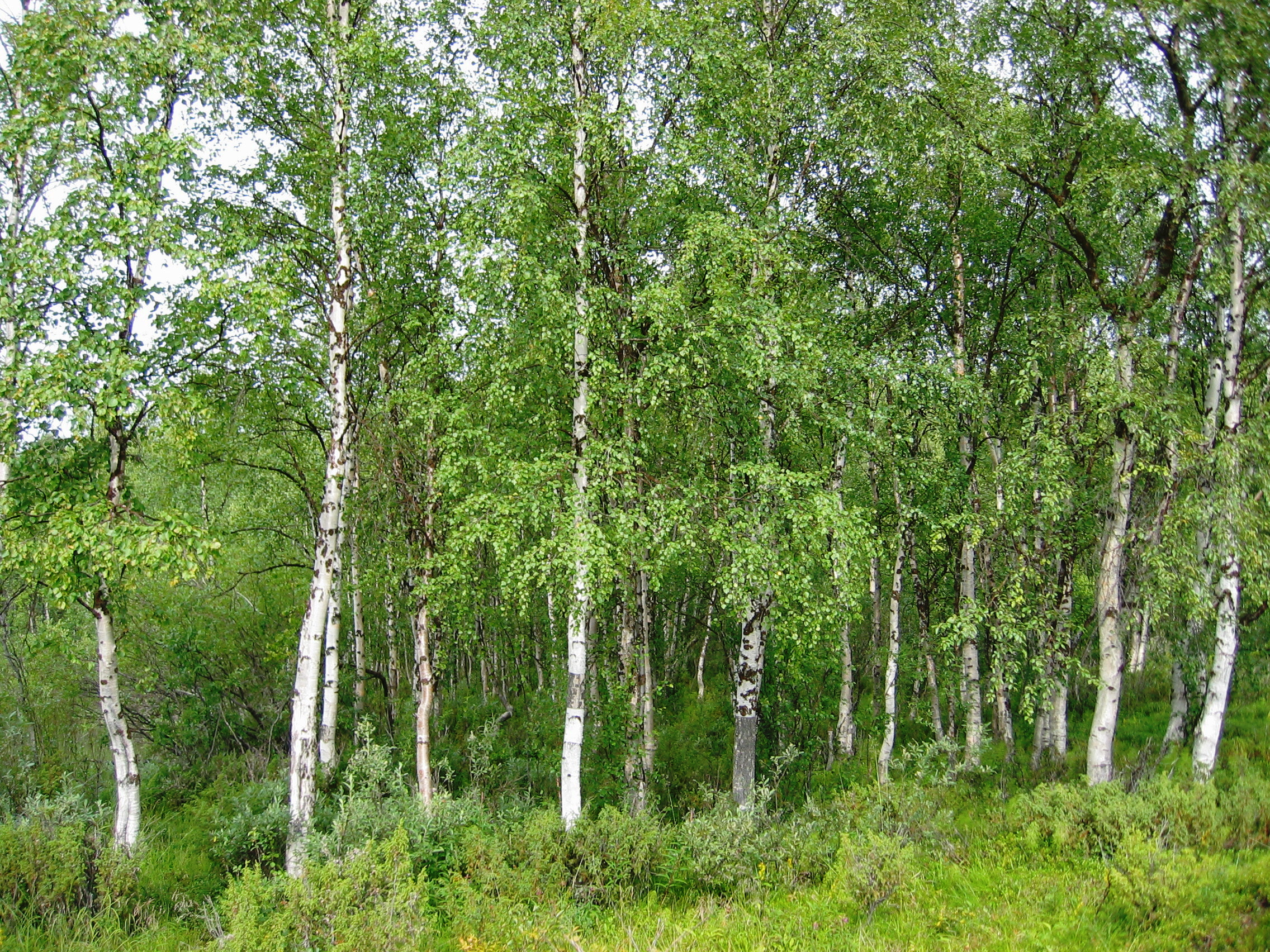
Hänge-Birken

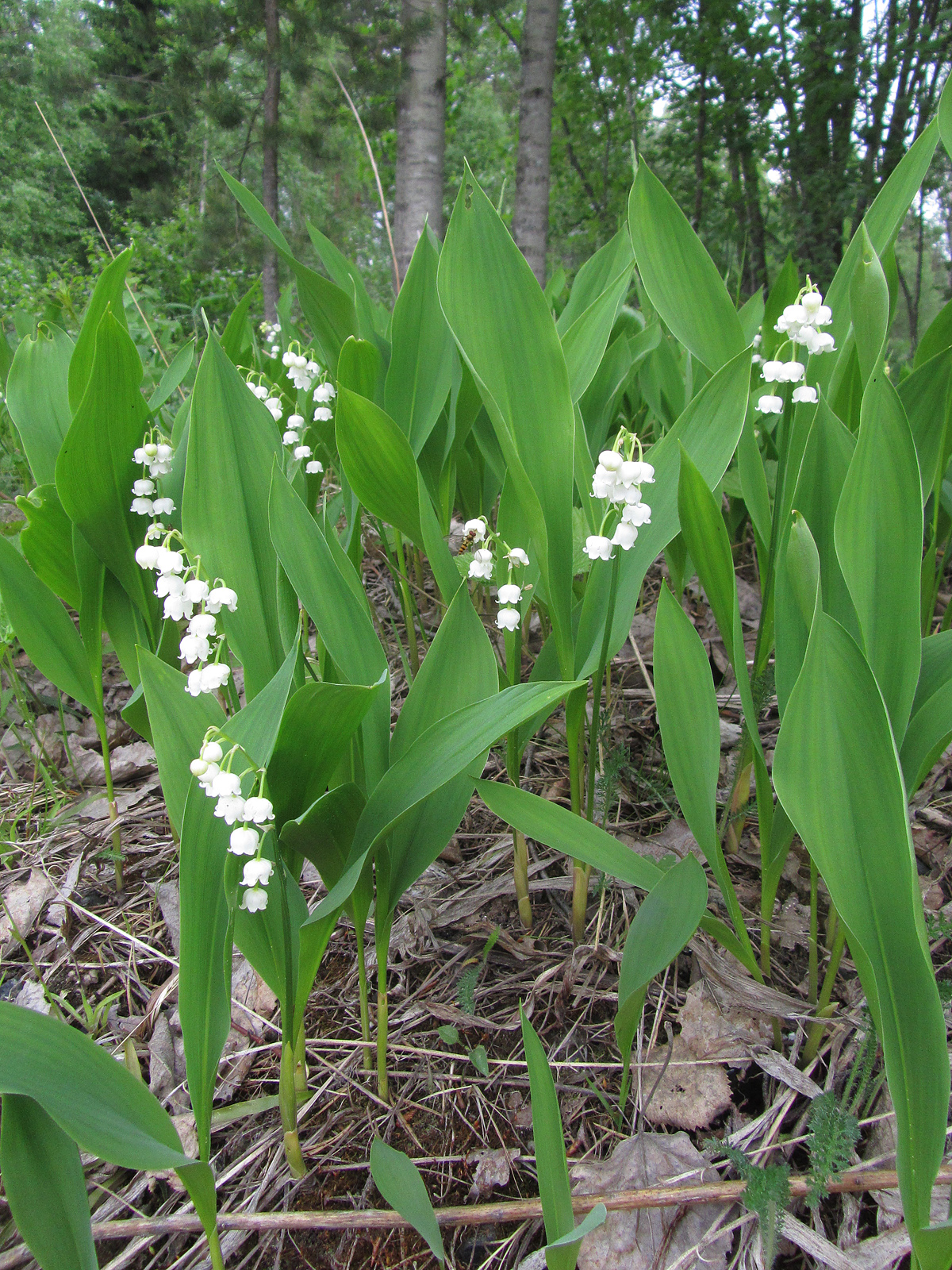
Maiglöckchen

In der Natur Finnlands kommen insgesamt rund 42.000 Arten von Tieren, Pflanzen und Pilzen vor, darunter 65 Säugetierarten. Die Artenvielfalt ist im Bereich des kaltgemäßigten Klimas geringer als in südlicheren Gebieten. Die Wildnis Finnlands bietet aber zahlreichen Tieren Lebensraum, die im Rest Europas selten anzutreffen sind.
Die Saimaa-Ringelrobbe kommt weltweit nur im Saimaa vor und ist das Symboltier des Naturschutzes in Finnland. Nationalvogel des Landes ist der Singschwan, Nationalblume das Maiglöckchen und Nationalbaum die Hänge-Birke.
Seit Juni 2017 gibt es vierzig Nationalparks in Finnland mit einer Gesamtfläche von fast 10.000 Quadratkilometern.

## Flora
Finnland ist das waldreichste Land Europas: 86 % der Landfläche sind bewaldet. Dabei treten von Norden nach Süden drei Vegetationszonen auf. Der größte Teil Finnlands gehört zur borealen Nadelwaldzone (Taiga). Kennzeichnend sind die kurze Vegetationsperiode, nährstoffarme Böden, auf denen die Bäume nur langsam wachsen, das Vorherrschen von Nadelholzgewächsen und eine geringe Anzahl an Baumarten. Es dominieren Kiefern (50 %) und Fichten (30 %), die häufigste Laubbaumart ist die Birke (16,5 %). Der Boden ist mit Blaubeersträuchern und Moosen bedeckt, nach Norden hin auch mit Flechten.
Nur an der Südwestküste und auf den vorgelagerten Schären herrschen Mischwälder vor. Hier wachsen auch Baumarten, die in Finnland sonst nicht vorkommen, wie die Eiche. Der äußerste Norden Lapplands ist weitgehend baumlos, in niedrigen Lagen wachsen nur noch gedrungene Birken, in höheren Lagen herrscht eine tundraartige Vegetation vor.
Ein Drittel der Landesfläche Finnlands bestand ursprünglich aus Moorland, etwa die Hälfte dieser Fläche wurde in den vergangenen Jahrhunderten zur Kulturlandgewinnung trockengelegt. Im Süden dominieren torfreiche Hochmoore, nördlich davon Aapamoore. Der größte Teil des Moorlandes ist mit Bruchwäldern bedeckt.

## Fungi
Neben Flora und Fauna bilden die Pilze ein eigenes Reich. In Finnland sind rund 5584 Arten bekannt.

## Fauna

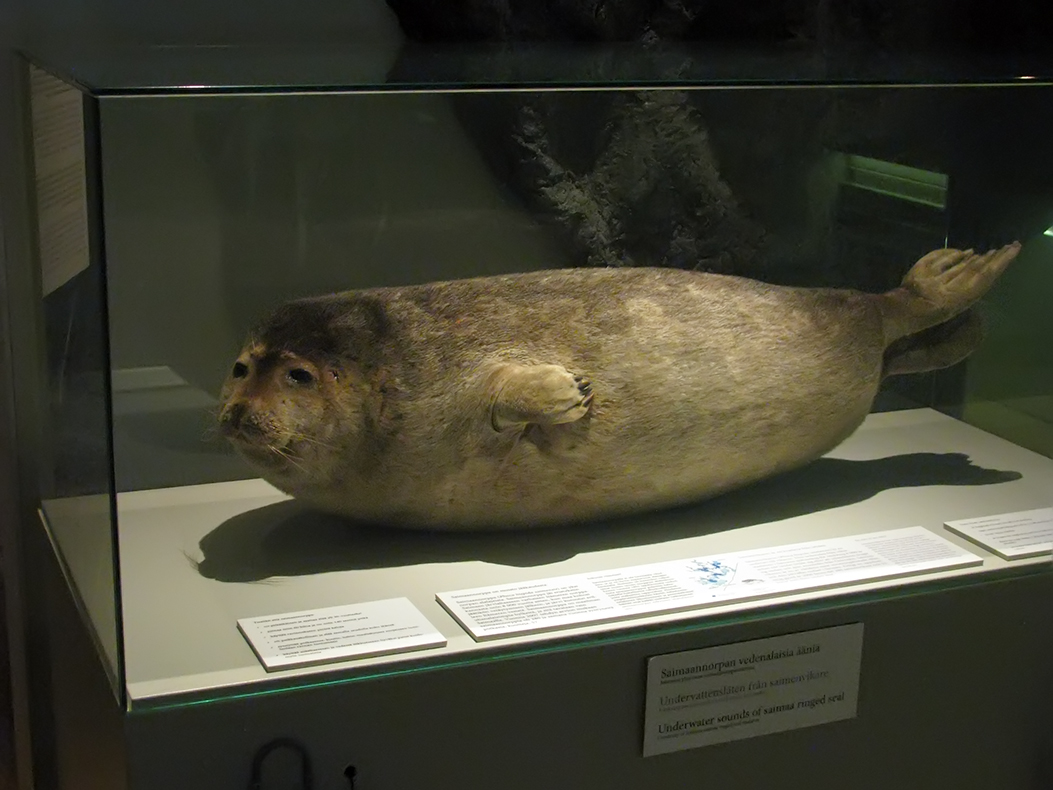
Präparierte Saimaa-Ringelrobbe im Naturkundlichen Museum in Helsinki

Elche sind trotz intensiver Bejagung in ganz Finnland sehr zahlreich. Obwohl alljährlich über ein Drittel der Elche erlegt wird, bleibt der Bestand nach Ablauf der Jagdsaison stabil bei über 100.000 Tieren. Für den Straßenverkehr stellt die große Elchpopulation eine Gefahr dar, weil es immer wieder zu schweren Unfällen mit den Tieren kommt. Im Norden des Landes trifft man allenthalben Rentiere an. Die rund 200.000 Rentiere sind halbdomestiziert und laufen das Jahr über frei herum, im Spätherbst treiben ihre Besitzer die Tiere zusammen und suchen die Schlachttiere heraus. Weitaus seltener ist das wilde Waldren. Einst in weiten Teilen Finnlands verbreitet, wurde es Ende des 19. Jahrhunderts ausgerottet, ehe seit den 1950er Jahren wieder eine kleine Population aus Russland nach Kainuu und Nordkarelien einwanderte. In Süd- und Westfinnland sind aus Amerika eingebrachte Weißwedelhirsche in größerer Zahl heimisch geworden.
Die Raubtierpopulationen wachsen durch den Erfolg von Schutzmaßnahmen schon seit Jahren; die Anzahl der finnischen Braunbären und Luchse liegt heute bei je über 1000 Individuen, die der Wölfe bei etwa 200. Inzwischen dürfen diese Tiere sogar wieder in begrenztem Maße bejagt werden. Im finnischen Teil Lapplands lebt eine Restpopulation von etwa 150 Vielfraßen. Der Polarfuchs war einst im ganzen Land recht häufig, wurde aber durch Pelzjäger zu Beginn des 20. Jahrhunderts fast ausgerottet. Der Rotfuchs ist hingegen bis heute sehr häufig anzutreffen, seit einigen Jahrzehnten auch der Marderhund, der sich von Russland aus verbreitet hat.
Die Saimaa-Ringelrobbe kommt weltweit nur im Seengebiet des Saimaa vor. Diese seltene Süßwasser-Unterart der Ringelrobbe konnte durch gezielte Schutzmaßnahmen vor dem Aussterben gerettet werden und ist daher auch das Symboltier des Naturschutzes in Finnland. Mit einem Bestand von nur etwa 260 Tieren (Stand: 2009) gehört sie zu den bedrohtesten Robben weltweit. Besonderen Schutz genießt auch das Gleithörnchen, das in der Europäischen Union nur in Finnland und Estland vorkommt.
Zur Vogelwelt Finnlands gehören über 430 Arten, darunter Steinadler und Seeadler, daneben Hühnervögel wie Auerhuhn, Birkhuhn, Haselhuhn und Moorschneehuhn sowie zahlreiche Wasservogelarten. Als finnischer Nationalvogel gilt wegen seiner Rolle in der finnischen Mythologie der Singschwan. Auch diese Art konnte durch ein rigides Jagdverbot gerettet werden: Zählte man in den 1950er Jahren nur mehr 15 Brutpaare, so sind es heute wieder rund 1500.

## Naturschutz
Etwa 13 Prozent der Landesfläche Finnlands steht unter Naturschutz. Am 17. Juni 2017 wurde mit dem Nationalpark Hossa der vierzigste Nationalpark eröffnet. Diese haben seitdem eine Gesamtfläche von 9892 Quadratkilometer (2,7 % der Gesamtfläche Finnlands). Die Nationalparks Lemmenjoki und der Urho Kekkonen in Lappland sind jeweils über 2500 km² groß.
Wie andere von der staatlichen Forstverwaltung (Metsähallitus) unterhaltene Gebiete war Hossa kein echtes Naturschutzgebiet gewesen. Obwohl es zu Natura 2000 gehörte, wurde etwa ein Drittel seiner Wälder von Metsähallitus gefällt. Im Dezember 2011 lösten ausgedehnte Abholzungspläne im Südwesten von Hossa den Widerstand durch Touristen- und Naturschutzorganisationen in der Region hervor. Grund für die Umwidmung im Jahr des hundertjährigen Jubiläums war auch die Bedeutung der Region für  die Finnische Unabhängigkeit.
2012 waren 1865 Gebiete mit 49.000 km² in das europäische Natura-2000-Netzwerk eingebunden.
Das Jedermannsrecht gestattet in Finnland, wie auch in anderen Ländern des Nordens, allen Menschen, sich unter bestimmten Einschränkungen frei in der Natur zu bewegen. Das Sammeln von Beeren und Pilzen und das Angeln sind gestattet. In den Nationalparks ist dieses Recht stark eingeschränkt.